# Kneževina Srbija
Kneževina Srbija (srbsko Къажшеств Сргиа, romanizirano Knjažestvo Srbija) je bila avtonomna država na Balkanu, ki je nastala kot posledica srbske revolucije, ki je trajala od leta 1804 do 1817. Ustanovitev kneževine je bila najprej dogovorjena z nenapisanim sporazumom med Milošem Obrenovićem, vodjo druge srbske vstaje, in osmanskim guvernerjem in vezirjem Smederevskega pašaluka Marašli Pašo. Sledil je niz pravnih dokumentov (hatt-i šerif), ki jih je izdala Visoka porta v letih 1828, 1829 in nazadnje leta 1830. Dejanska neodvisnost kneževine je nastopila leta 1867 po evakuaciji preostalih osmanskih vojakov iz Beograjske trdnjave in države. Njena neodvisnost je bila mednarodno priznana leta 1878 z Berlinskim sporazumom. Leta 1882 je bila država povzdignjena v status kraljevine. 

## Ozadje in ustanovitev
Srbska revolucionarna voditelja, najprej Đorđe Petrović (Karađorđe) in nato Miloš Obrenović, sta uspela doseči osvoboditev Srbije izpod večstoletne osmanske oblasti. Osmanske oblasti so s hatt-i šerifom leta 1830 priznale srbsko državo in Miloša Obrenovića za  dednega knez (knjaz) Srbske kneževine. Srbija je bila de jure avtonomna provinca Osmanskega cesarstva, njena avtonomija pa je bila omejena zaradi prisotnosti turške vojske na njenem ozemlju in zaradi tega, ker je bila prisiljena plačevati Istanbulu letni davek v višini 2,3 milijona grošev, kar je predstavljalo približno 10 % državnega proračuna.
Sprva je kneževina obsegala le ozemlje nekdanjega Beograjskega pašaluka, v letih 1831–1833 pa se je razširila proti vzhodu, jugu in zahodu. Leta 1866 je s podpisom vrste sporazumov z drugimi balkanskimi subjekti začela kampanjo oblikovanja Prve balkanske zveze. Osmanska vlada je 18. aprila 1867 ukazala, da se osmanska garnizija, ki je bila od leta 1826 zadnji predstavnik osmanske suverenosti v Srbiji, umakne iz Beograjske trdnjave. Edini pogoj je bil, da nad trdnjavo poleg srbske še naprej plapola osmanska zastava. Dogodek je pomenil de facto neodvisnost Srbije. Ustava kneževine, sprejeta leta 1869, je Srbijo opredelila kot neodvisno državo. Srbija se je dodatno razširila proti jugovzhodu leta 1878, ko je njena neodvisnost od Osmanskega cesarstva dobila polno mednarodno priznanje v Berlinskem sporazumu. Kneževina je trajala do leta 1882, ko je bila dvignjena na raven Kraljevine Srbije. 

## Politična zgodovina

### Ustave
- Sretenjska ustava, veljavna 1835
- Srbska ustava iz leta 1838, veljavna 1838–1869
- Srbska ustava iz leta 1869, veljavna 1869–88

### Avtonomija
- Akermanska konvencija (7. oktober 1826), sporazum med Ruskim carstvom in Osmanskim cesarstvom, ki je vsebovala 5. člen o Srbiji. Člen je določal, da se Srbiji vrne ozemlje, odvzeto leta 1813, in Srbom omogoči svobodo gibanja skozi Osmansko cesarstvo. Sultan Mahmud II. je leta 1828 5. člen zavrnil.
- hatt-i sherif  iz leta 1829
- hatt-i sherif  iz leta 1830
- hatt-i sherif  iz leta 1833

## Upravna delitev
Kneževina je bila razdeljena na sedemnajst okrajev, imenovanih okrug, ki so bili nato razdeljeni na več kantonov, znanih kot srez. Njihovo število je bilo odvisno od velikosti okruga. Kneževina je imela skupaj šestinšestdeset srezov.

## Vojska
Oborožene sile Kneževine Srbije so bile ustanovljene leta 1830 in postale med srbsko-osmansko vojno 1876-1878 del stalne vojske Srbije. Po vojni je srbska država dobila popolno neodvisnost. Vojsko kneževine ja nasledila Srbska kraljeva vojska.  

## Demografija
V prvih desetletjih kneževine je bilo v njej okoli 85 % srbskega in 15 % nesrbskega prebivalstva. Med slednjimi je bilo največ Vlahov in muslimanskih Albancev,  ki so v Smederevu, Kladovu in Ćupriji tvorili večino muslimanskega prebivalstva. Cilj nove države je bil  homogenizirati svoje prebivalstvo. V tem smislu je bilo od leta 1830 do vojn v 1870. letih po nekaterih ocenah iz kneževine  izgnanih do 150.000 Albancev. Leta 1862 je bilo več kot 10.000 muslimanov izgnanih v osmansko Bolgarijo in osmansko Bosno. Med srbsko-osmanskimi vojnami 1876–1878 je bilo muslimansko prebivalstvo izgnano tudi iz Niškega sandžaka.
| Ime                | Popis leta 1866 | Delež  |
| ------------------ | --------------- | ------ |
| Etnična pripadnost |                 |        |
| Srbi               | 1.057.540       | 87%    |
| Vlahi (Romuni)     | 127.326         | 10,5%  |
| Romi               | 25.171          | 2,1%   |
| Drugi              | 5.539           | 0,5%   |
| Verska pripadnost  |                 |        |
| Pravoslavni        | 1.205.898       | 99,20% |
| Muslimani          | 6.498           | 0,54%  |
| Katoliki           | 4.161           | 0,31%  |
| Drugi              |                 | 0,2%   |

- Kneževina Srbija leta 1817
- Kneževina Srbija leta 1833
- Kneževina Srbija v letih 1833–1878

## Vladarji
V kneževini je vladala dinastija Obrenović, razen med vladavino kneza Aleksandra, k i je bil iz dinastije Karađorđević. Kneza Miloš in Mihajlo Obrenović sta vladala po dvakrat. 
| Slika | Ime                     | Rojstvo            | Smrt               | Od                 | Do                 | Komentar               |
| ----- | ----------------------- | ------------------ | ------------------ | ------------------ | ------------------ | ---------------------- |
|       | Miloš Obrenović         | 17. marec 1780     | 26. september 1860 | 6. november 1817   | 25. junij 1839     |                        |
|       | Milan Obrenović         | 21. oktober 1819   | 8. julij 1839      | 25. junij 1839     | 8. julij 1839      | Sin Miloša Obrenovića. |
|       | Mihajlo Obrenović       | 16. september 1823 | 10. junij 1868     | 8. julij 1839      | 14. september 1842 | Sin Miloša Obrenovića. |
|       | Aleksander Karađorđević | 11. oktober 1806   | 3. maj 1885        | 14. september 1842 | 23. december 1858  |                        |
|       | Miloš Obrenović         | 17. marec 1780     | september 1860     | 23. december 1858  | 26. september 1860 |                        |
|       | Mihajlo Obrenović       | 16. september 1823 | 10. junij 1868     | 26. september 1860 | 10. junij 1868     |                        |
|       | Milan Obrenović         | 22. avgust 1854    | 11. februar 1901   | 10. junij 1868     | 6. marec 1882      |                        |

## Vira
- Mijatović, E.L. (1872). The History of Modern Serbia. W. Tweedie.
- The Institute of History, B.S.U.R.R.C.; Aleksandar Rastović, A.C.; Vučetić, B.; Tatjana Ćosović, Z.M.V. (2020). War, Peace and Nation building (1853 to 1918). Institute of History. ISBN 978-86-7743-140-2.